# Direct2D
Direct2D es una interfaz de programación de aplicaciones (API por sus siglas en inglés) de gráfico vectorial y 2D diseñada por Microsoft e implementado en Windows 7 y Windows Server 2008 R2, y también en Windows Vista y Windows Server 2008.
Microsoft ha solucionado numerosos errores de Direct2D en Windows 7 mediante Windows 7 Service Pack 1 (SP1) y la actualización con código KB2505438.
Direct2D ofrece una alta calidad y rápido rendimiento manteniendo la interoperabilidad con las API GDI/GDI+ y Direct3D/DirectDraw. Es posible aprovechar la aceleración por hardware mediante tarjetas gráficas compatibles.

## Implementaciones
Internet Explorer 9 y Mozilla Firefox 4 usan Direct2D y DirectWrite para mejorar el rendimiento y la calidad visual de los sitios web.